# Crying in the Rain (canción de Whitesnake)
«Crying in the Rain» es una canción del grupo de hard rock Whitesnake, de su quinto álbum de estudio Saints & Sinners. Fue compuesta por David Coverdale. En 1987, la canción fue regrabada e incluida en su célebre álbum homónimo.

## Personal

### Original
- David Coverdale – Voces
- Micky Moody - Guitars
- Bernie Marsden – Guitarras, Voz de respaldo
- Mel Galley – Voz de respaldo
- Jon Lord - Tecldos
- Neil Murray – Bajo
- Ian Paice –Batería

### Reedición
- David Coverdale – Voces
- John Sykes – Guitarras, Voz de respaldo
- Neil Murray – Bajo
- Aynsley Dunbar – Batería
- Don Airey – Teclados
- Bill Cuomo – Tecldos

- Datos: Q3656224